# Forum des images
Forum des images, dříve Vidéothèque de Paris je filmová knihovna, která se nachází v podzemní části obchodního centra Forum des Halles v 1. obvodu v Paříži. Filmotéka shromažďuje audiovizuální díla, jejichž námětem je město Paříž a jeho reálie. Sbírka čítá asi 6600 filmů.

## Historie
Knihovnu založilo město Paříž v roce 1980 a na svém současném místě funguje od 9. února 1988. V roce 2005 byla kvůli rekonstrukci uzavřena a otevřena opět 5. prosince 2008. Spolu s ní byla zprovozněna i Bibliothèque du cinéma François-Truffaut a multikino. Při této příležitosti byl podzemní prostor Grande-Galerie (Velká galerie) přejmenován na Rue du Cinéma (Filmová ulice).
Zpočátku byly filmy promítané v knihovně pro zájemce uloženy na kazetách VHS, dnes jsou převážně převedeny na pevný disk.